# Poststation Lieser

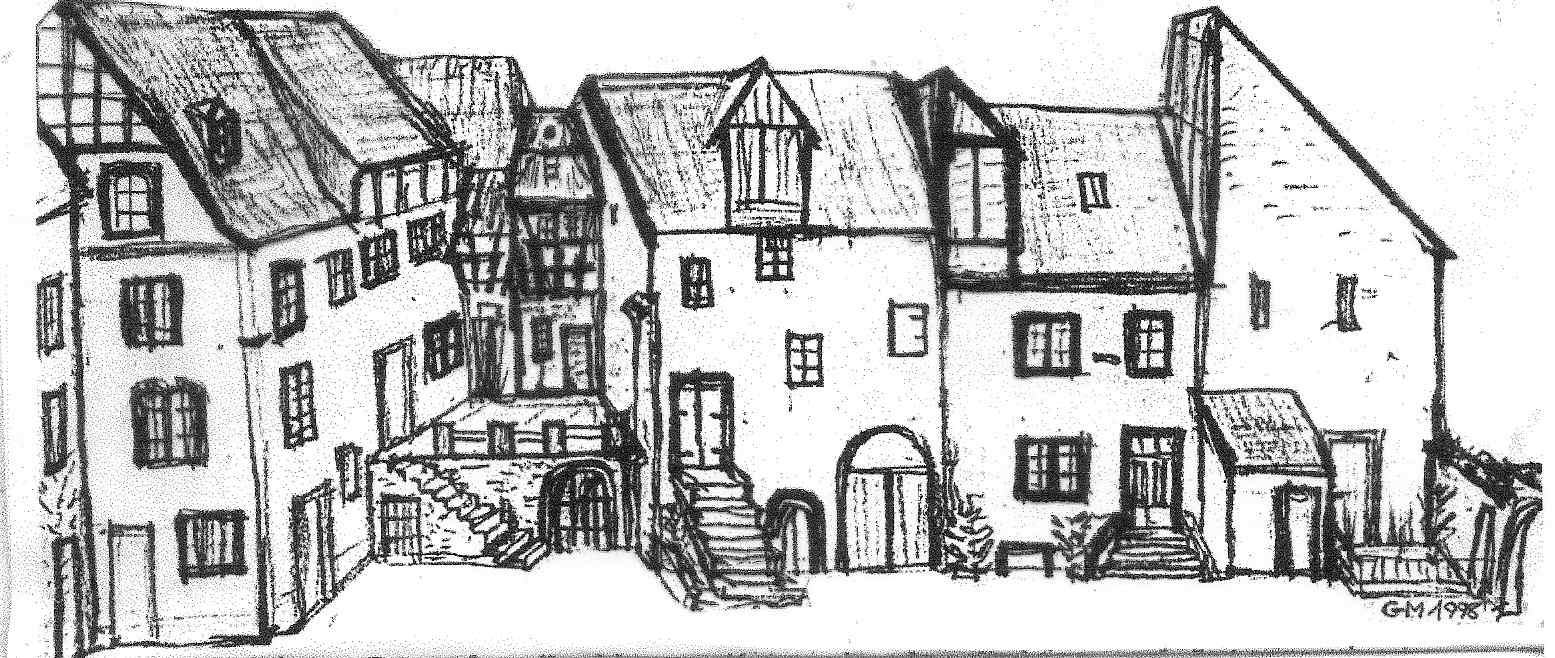
Alter Posthof Lieser, Panoramazeichnung der Ostseite mit den vermauerten Arkadenresten

Das Winzerdorf Lieser an der Mittelmosel, nahe Bernkastel-Kues, beherbergte im 16. und 17. Jahrhundert ein frühes Postamt, die Poststation Lieser am Niederländischen Postkurs von Brüssel über Augsburg nach Innsbruck und Italien. Die Bedeutung dieser Poststation geht beispielsweise aus dem ältesten Repertorium des Jahres 1689 im Fürst Thurn und Taxis Zentralarchiv zu Regensburg hervor, wo das Postamt (Office) Lieser und die Korrespondenz mit dem Lieserer Postmeister (Commis) Philipp Umbescheiden eigens erwähnt werden.
Eine solche Stellung verdankte die Poststation Lieser der günstigen Lage an der Reichsstraße von Mainz nach Trier und der Fähre über die Mosel. So galt Lieser spätestens ab 1615, in der Zeit der Kaiserlichen Reichspost als Grenzstation und Endpunkt des Streckenabschnittes Brüssel – Lieser sowie Augsburg – Rheinhausen – Lieser. Von Lieser zweigte am Ende des Dreißigjährigen Krieges eine Umleitungsroute über Alf, Karden und Dietkirchen/Lahn nach Frankfurt, Nürnberg und Augsburg ab, in den Jahren 1672/3 eine kriegsbedingte Route nach Roermond über Daun und Gerolstein, sowie ab 1672 eine Reitpost zwischen Koblenz und Trier, das erst 1672 ein eigenes Postamt erhielt.

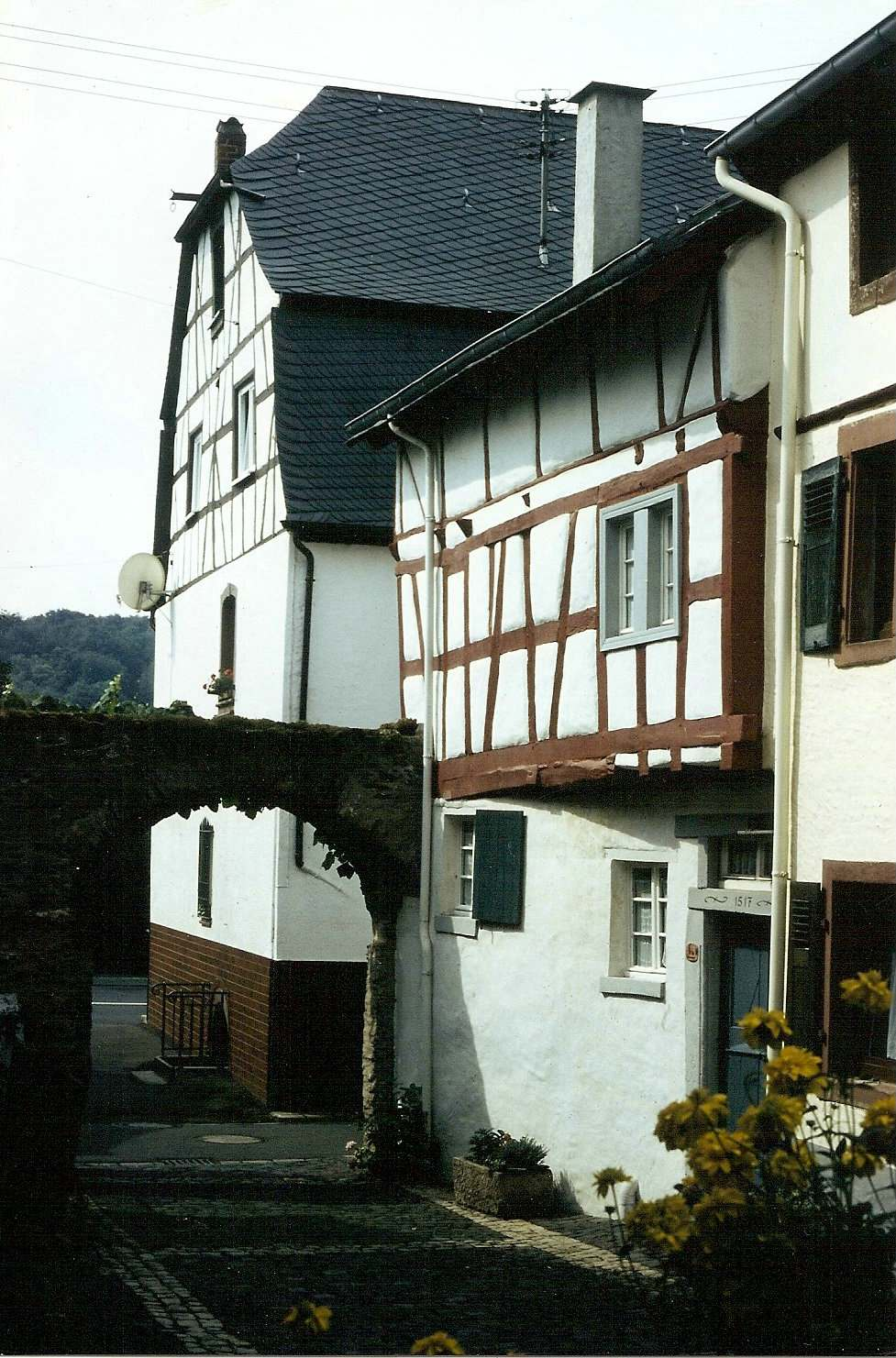
Das älteste Haus am Posthof, frühes 16. Jahrhundert

Bis zu diesem Zeitpunkt war die Poststation Lieser das Postamt für die Stadt Trier, den Trierer Fürstbischof, das Kurfürstentum und die Grafschaft Veldenz.

## Gründungsdatum
Das Gründungsdatum der Poststation Lieser ist unbekannt, weil sich die Streckenführung der Niederländischen Postroute im frühen 16. Jahrhundert mehrfach änderte. Indizien für eine frühe Datierung sind der Postvertrag von 1516, sowie ein undatierter Reitplan für Postreisende, der höchstwahrscheinlich 1522 anzusetzen ist. Auf diesem Reitplan werden die auch später belegten Post- und Pferdewechselstationen genannt, darunter Arzfeld in der Westeifel, Nattenheim und Lieser, mitsamt der Moselfähre. Ein indirekter Beleg für die Fortdauer des Postkurses über Lieser ist die urkundliche Nennung der Poststation Arzfeld im Jahre 1537.

## Zweite Hälfte des 16. Jahrhunderts

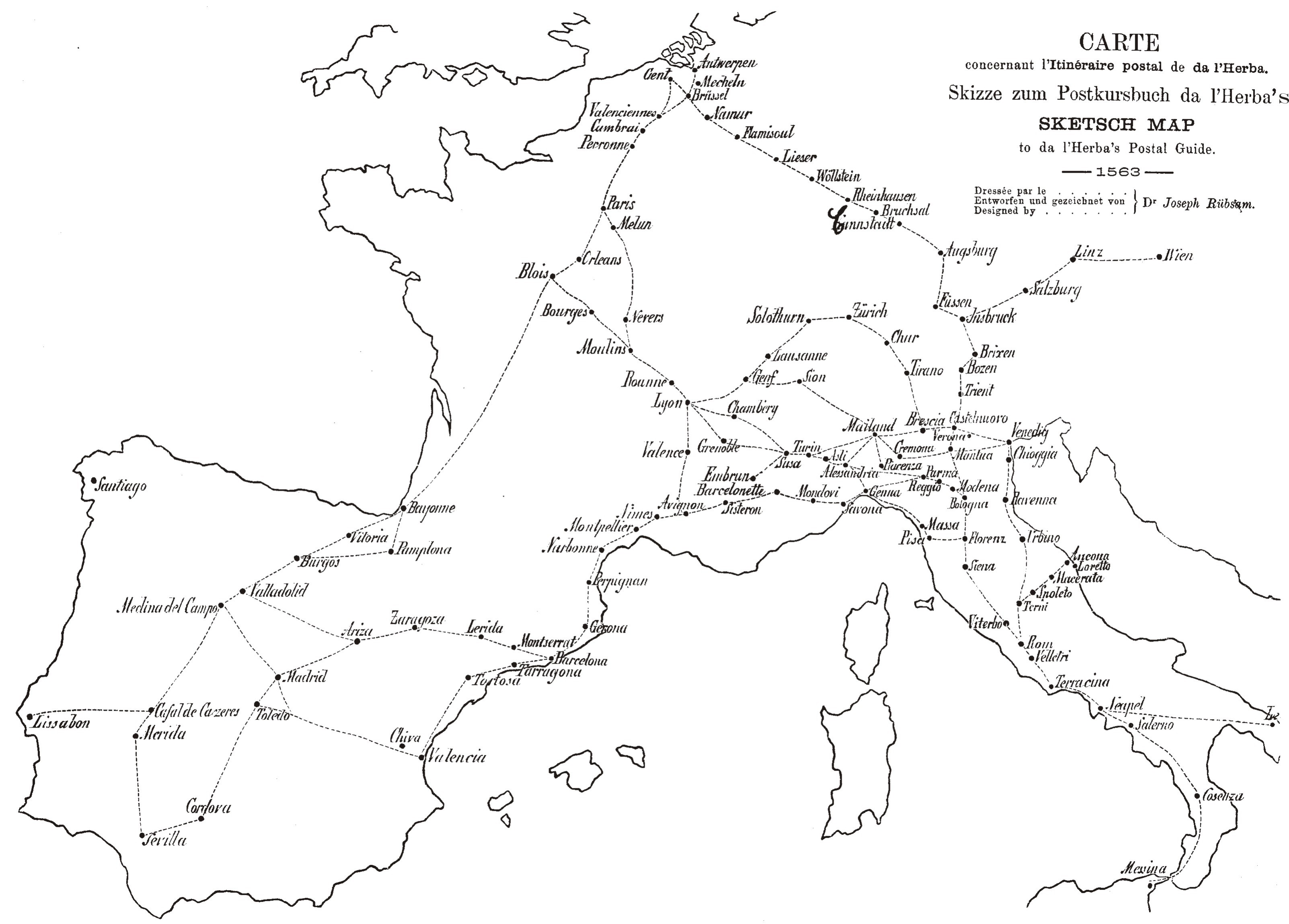
Europäische Postkurse 1563 nach da l’Herba

Erst ab der Mitte des 16. Jahrhunderts ändert sich die dürftige Quellenlage. Danach verlief der Postkurs über Flamisoul bei Bastogne, die Eifel mit Arzfeld, Nattenheim, (ab 1596 Bickendorf), Binsfeld, Lieser und den Hunsrück über Laufersweiler, Eckweiler und Wöllstein nach Rheinhausen, Augsburg und Innsbruck. Seit dem Jahr 1555 wurde die Poststation Lieser häufig in den Trierer Stadtrentmeisterei-Rechnungen genannt, erstmals am 25. April, als Trierer Stadtboten in Lieser einen privaten Brief in Richtung Süden abgaben.
Im Jahre 1561 wurde die Poststation Lieser erstmals allgemein bekannt, als der Kaiserliche Hofpostmeister Christoph von Taxis in der Stube des Lieserer Posthalters im Auftrag Kaiser Ferdinands I. mehrere Raubüberfälle auf die reitende Post im Hunsrück untersuchte und darüber einen Bericht schrieb. 1563 wurde Lieser in Giovanni Da L’Herbas Handbuch für Postreisende erwähnt.
Die Namen der Lieserer Posthalter bis 1586 sind bislang unbekannt, außer dass der Familienname Ludwig war. So war Catharina Binz/Binser o. ä. (verschrieben zu Binsaure), Witwe des verstorbenen Posthalters Ludwig im Jahre 1586 Posthalterin. Bereits 1587 hatte ihr Sohn Matthias Ludwig, der bis 1598 belegt ist, die Nachfolge angetreten.
1596, nach der Reorganisation der Post, kam eine neue Postordnung heraus, die alle Posthalter der Route unterschreiben mussten. Dort wurden genaue Zeitvorgaben gemacht, woran sich auch der Lieserer Fährmann halten musste. Generell galt, dass die Wegzeit von 5 Stunden zwischen den einzelnen Poststationen, außer bei höherer Gewalt wie Hochwasser, nicht überschritten werden durfte.

## Frühes 17. Jahrhundert
In das frühe 17. Jahrhundert fallen umfangreiche Umbaumaßnahmen. Am Posthof entstand ein für dörfliche Verhältnisse imposantes Zentralgebäude, das mit dem Augsburger Posthaus um 1616 vergleichbar ist. Auf der östlichen rechten Seite, von der Mosel aus gesehen, wurden Arkaden erbaut, um ein Beladen der Postpferde im Trockenen zu ermöglichen. Auch diese Baumaßnahmen sprechen für die Bedeutung Liesers als Kurfürstliches Postamt.
So galt Lieser spätestens 1615 als Endpunkt des Streckenabschnittes Rheinhausen-Lieser, bzw. Brüssel-Lieser. Die Bezahlung bis Lieser erfolgte von Augsburg aus, während die Postmeister zwischen Brüssel und Lieser weiter von der Brüsseler Zentrale aus bezahlt wurden.
Ab 1622 ist ein Postmeister Nikolaus Ludwig belegt, der 1635 starb. Der bedeutendste Lieserer Postmeister, Philipp Umbescheiden, heiratete Anfang 1637 dessen Witwe, die gleichzeitig die Tochter des Fährmanns war. Im Fürst Thurn und Taxis Zentralarchiv zu Regensburg liegt Umbescheidens Bewerbungsschreiben als Commis vor, zunächst in Vertretung für seinen zehnjährigen Stiefsohn Matthias Ludwig, der ab 1672 Postmeister und Commis in Trier war.

## Höhepunkt unter Philipp Umbescheiden

Posthausschild Salvaguardia

Von (Johann) Philipp Umbescheiden ist eine ausführliche Korrespondenz mit Gräfin Alexandrine von Taxis und vor allem deren Nachfolger Lamoral Claudius Franz von Thurn und Taxis erhalten geblieben.
Umbescheiden, der einer angesehenen Maringerer Familie entstammte, hatte einen Onkel namens Johannes Umbescheiden, der als Jurist und Hofrat in Diensten des Trierer Erzbischofs Philipp Christoph von Sötern stand. Philipp Umbescheiden war derjenige, der 1646, nach der französischen Besetzung des Hunsrücks eine Routenverlagerung über Alf, Karden, Lay, Dietkirchen, Frankfurt und Nürnberg nach Augsburg organisierte. Nach dem Westfälischen Frieden 1648 beauftragte ihn der Generalerbpostmeister, den Postkurs über den Hunsrück wiederherzustellen. Die Rückverlagerung erfolgte allerdings erst im Januar 1651. Im selben Jahr wurde in Koblenz der Commis Hausmann eingesetzt, sodass die Angaben in der postgeschichtlichen Literatur, Hausmann hätte zusammen mit Umbescheiden den Kurs wiederhergestellt, unzutreffend sind. 1672, als der Französisch-Holländische Krieg wütete und Trier von den Franzosen besetzt wurde, organisierte Umbescheiden eine kriegsbedingte Routenverlagerung in die Holländischen Generalstaaten über Daun und Gerolstein nach Roermond.
Umbescheidens letztes Lebensjahr war von der schweren Plünderung des Dorfes und der Poststation Lieser überschattet, als französische Söldner trotz kaiserlicher Salvaguardia die Poststation ausraubten; die Pferde, das Zaumzeug und selbst die Schriftstücke stahlen. Lamoral Claudius Franz von Thurn und Taxis erwirkte sofort ein Kaiserliches Dekret, dass die Landesfürsten in Zukunft die Poststationen besser schützen sollten. Auf das Schreiben des Grafen von Thurn und Taxis an Ludwig XIV. erhielt er die höhnische Antwort des französischen Kriegs- und Postministers Louvois, dass so etwas halt im Krieg passiert. Nach der Rückeroberung Triers im Sommer 1675 und der Wiedereinrichtung des Postamts Trier war das Postamt Lieser nur noch für die evangelische Grafschaft Veldenz und die nördlichen Poststationen zuständig.

## Niedergang nach 1676

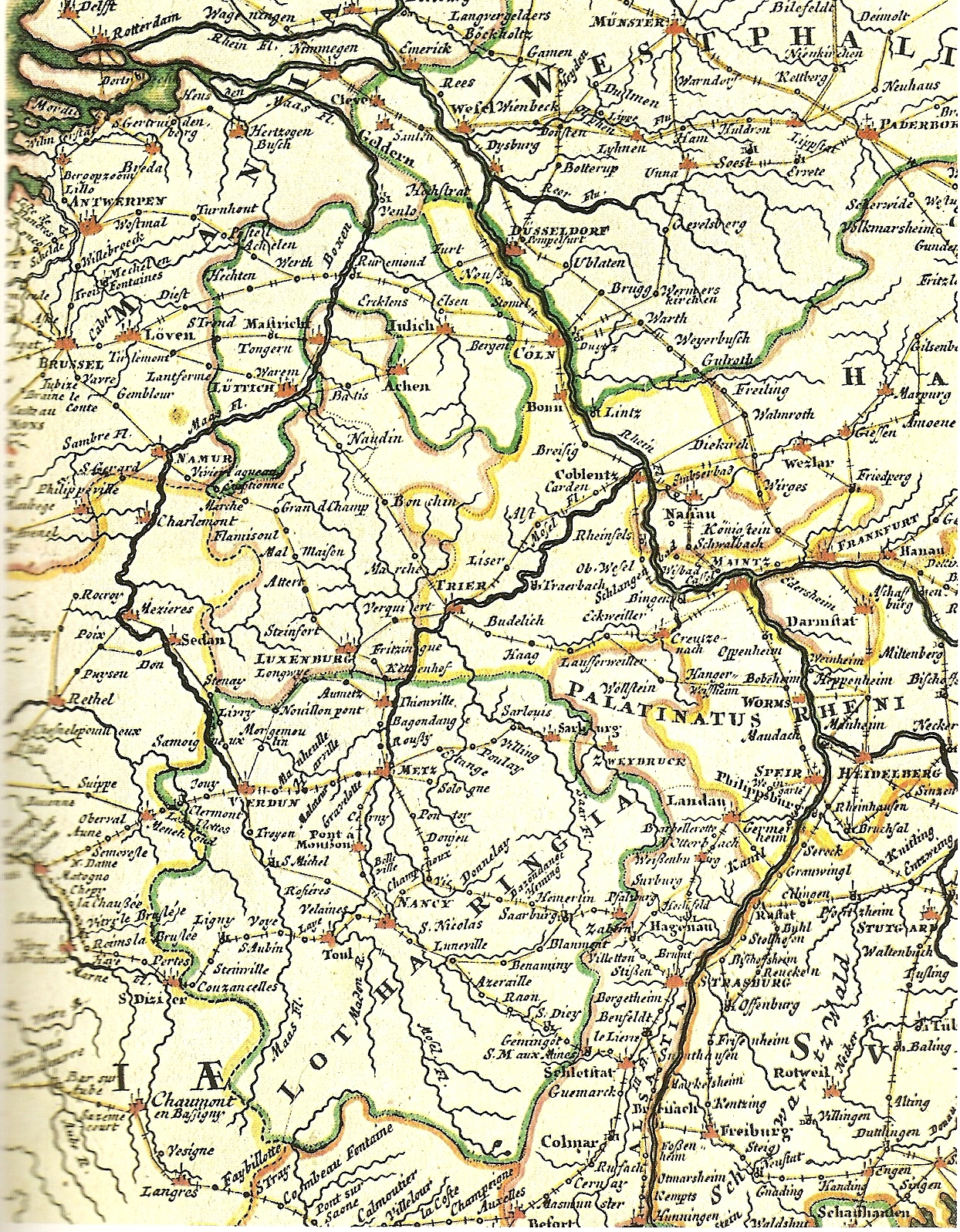
Postkurs Trier-Koblenz 1714

Nach Philipp Umbescheidens Tod am 5. Januar 1676 wurde zunächst wegen der Betreuung der Grafschaft Veldenz der evangelische Johannes Niclaß Schimper als Commis eingesetzt. Ihm unterstellt war der Posthalter Nicolaus Kauth. Schimper hatte gegenüber dem Fürstbischof einen schweren Stand. Auf einem von ihm gestifteten Fenster aus dem Jahre 1680 bezeichnete er sich noch als Postmeister von Lieser. Da sich dieses Fenster sich aber später im evangelischen Laufersweiler befand, ist anzunehmen, dass Schimper in die Grafschaft Veldenz nach Laufersweiler versetzt wurde.
Schimpers Nachfolger wurde Nicolaus Kauth. Während seiner Amtszeit begann der Niedergang der Poststation Lieser. 1681 wurde die Niederländische Postroute über Luxemburg (Stadt), Wecker, Trier, Lieser und den Hunsrück verlegt. 1698 schließlich kam es zur endgültigen Verlagerung der Niederländischen Postroute über Luxemburg (Stadt), Wecker, Trier, Büdlich, Haag und Laufersweiler, unter Umgehung von Lieser. Lieser war nur noch eine Pferdewechselstation am Postkurs Trier--Koblenz. Nach dem Tod des Posthalters Nicolaus Kauth am 13. Dezember 1708 trat sein Sohn Johann Jacob Kauth die Nachfolge an. Er war der letzte Lieserer Posthalter.

## Die Schließung
Ab April 1725 kam es zu Verhandlungen zwischen dem Trierer Fürstbischof Franz Ludwig von Pfalz-Neuburg und Anselm Franz von Thurn und Taxis über einen für Postwagen geeigneten Postkurs durch die Eifel. Dieser wurde noch 1725 eröffnet, ebenso wie ein Postamt in Wittlich, einer Residenzstadt des Fürstbischofs. Als 1727 auch die reitende Post auf die Eifellinie verlagert wurde, kam es im Januar 1728 zur Schließung der Poststation Lieser. Der letzte Lieserer Posthalter Kauth konnte aus Gesundheitsgründen nicht nach Wittlich übersiedeln, blieb aber bis zu seinem Tod im Jahre 1734 Briefträger (Distributeur) für die umliegenden Gemeinden. Direkt nach seinem Tod wurde in Bernkastel ein Postamt eröffnet. Da das Ende der Poststation Lieser voraussehbar war, wurden die Gebäude im Posthof bereits ab 1725 zu Wohnzwecken umgebaut und die Arkaden zugemauert.

## Wiederbelebungsversuche
Auch nach der Schließung der Poststation Lieser gab es Bestrebungen, in Lieser wieder ein Postamt zu eröffnen, insbesondere, da ein neuer Postkurs von Brüssel nach Augsburg über Himmerod, Wittlich, Bernkastel und Morbach geplant war, wobei wieder die Lieserer Fähre benutzt werden sollte. Der Trierer Postmeister von Pidoll verhinderte dies jedoch 1751 mit seinem Schreiben an Fürst Alexander Ferdinand von Thurn und Taxis.
Erst im Jahre 1883 wurde auf Anweisung von Heinrich von Stephan wieder ein Postamt in Lieser eröffnet, das bis zum 31. Dezember 1994 bestand.

## Heutige Situation

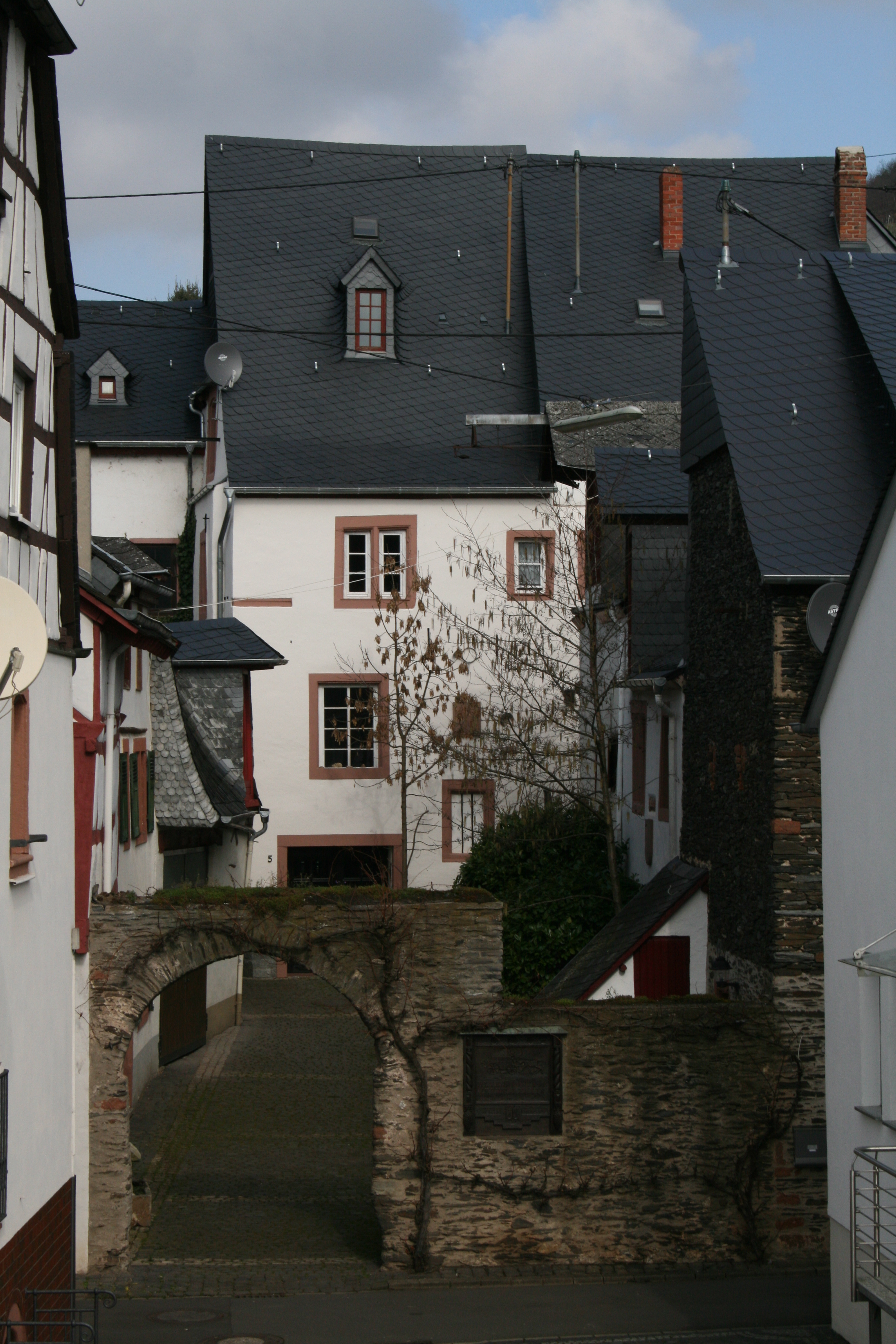
Ansicht des Posthofs mit Zentralgebäude und Torbogen aus dem späten 16. Jahrhundert

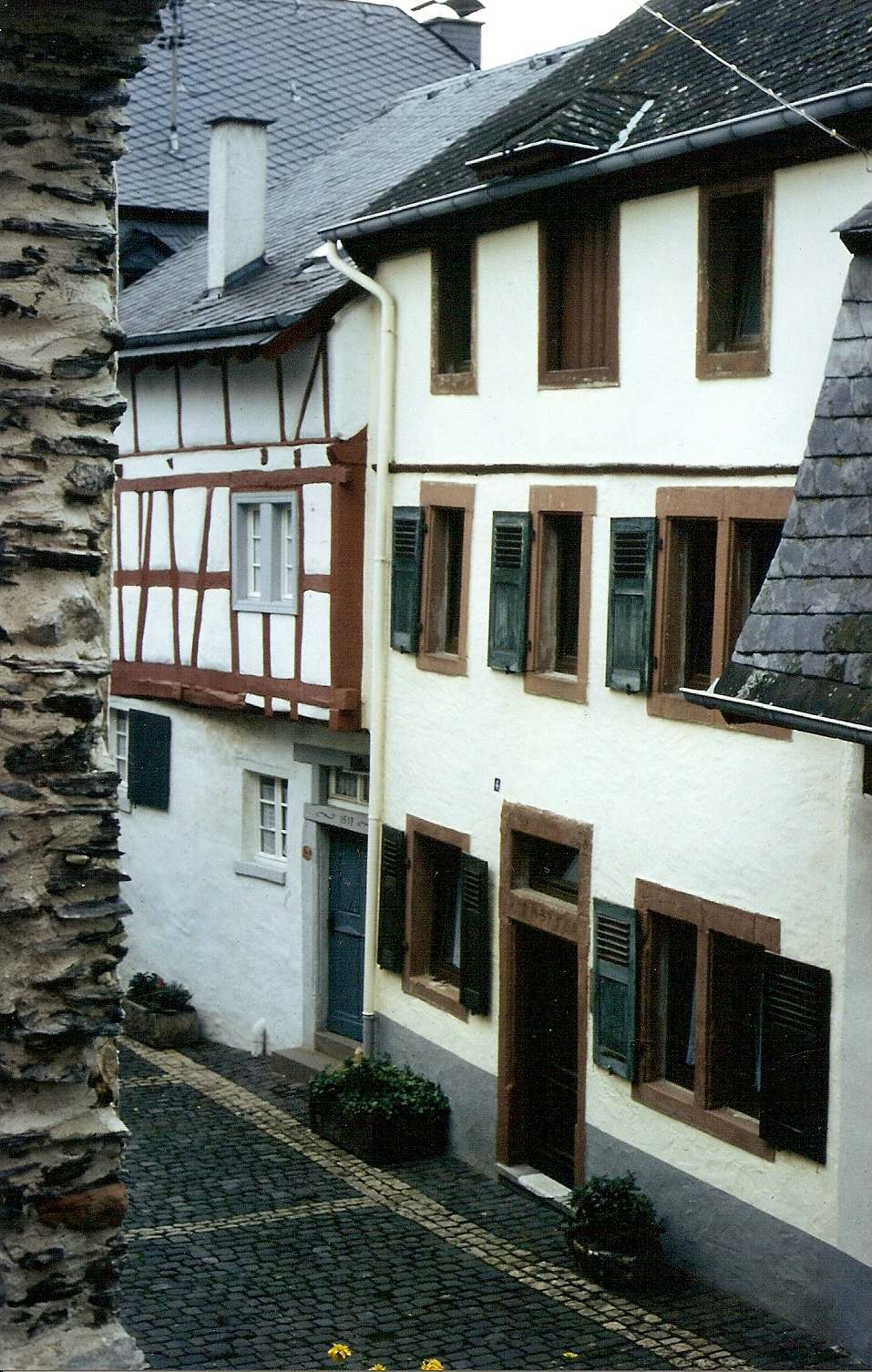
Reste der ehemaligen Arkaden

In Lieser blieb ein Großteil der Poststation aus dem 16.–18. Jahrhundert erhalten. Die Gebäude im „Alten Posthof“ wurden zwar zu Wohnhäusern und Wirtschaftsgebäuden umgewidmet, aber nicht abgerissen. Dank öffentlicher und privater Initiative konnte ein Großteil der noch vorhandenen Bausubstanz aus dem frühen 16. bis 18. Jahrhundert rekonstruiert werden, sodass sich die Poststation Lieser heute wieder als ein relativ intaktes Ensemble präsentiert, mit dem um 1600 erbauten Posthaus als Zentralgebäude. Die Reste der Arkaden aus dem frühen 17. Jahrhundert konnten zwar teilweise freigelegt, aber wegen zu vieler späterer Umbaumaßnahmen nicht wiederhergestellt werden. Der Posthof steht seit mehreren Jahren unter Denkmalschutz.